# King Caesar
King Caesar (キングシーサー Kingu Shīsā?) es un kaiju que apareció por primera vez en la película de Toho de 1974 Godzilla vs. Mechagodzilla. En su primera aparición en el cine, King Caesar es retratado como una deidad guardiana y el protector de una antigua familia japonesa. Despertado de un estado latente, King Caesar une fuerzas con Godzilla para vencer a Mechagodzilla. 

## Visión general

### Nombre
El nombre y la apariencia de King Caesar se basan en Shisa, que son estatuas de leones de piedra artísticamente embellecidas comunes en Okinawa, donde la película Godzilla vs. Mechagodzilla tuvo lugar. Son una variación de Okinawa del león de Fu (石獅; Shishi, que significa "León de piedra"), que a su vez se origina en la tradición budista en la India, donde los leones asiáticos son nativos. Shisa solo se asemeja a los leones reales debido a que se basa en descripciones de segunda mano de personas que nunca habían visto uno en persona. En la década de 1970, el folklore general de Asia Oriental era relativamente desconocido para el público occidental, lo que resultó en que los traductores interpretaran el nombre "Shisa" como una japonización del nombre "Caesar". Tōhō lo ha registrado desde entonces, haciendo de "King Caesar" el nombre oficial en inglés del personaje.

### Resumen y desarrollo
El concepto de personaje de King Caesar se inspiró en un cuento popular tradicional de Okinawa en el que un Shisa protege a una aldea de un dragón arrasador. Este mito se menciona en la película introductoria del personaje, Godzilla vs. Mechagodzilla, en el que el Mechagodzilla titular desempeña el papel del malvado "dragón". Se presenta como un protector leal y poderoso de la humanidad, en referencia al papel que juega Shisa en la tradición de Okinawa. Los perfiles de los personajes en los medios describen al monstruo como de 50 metros -100 metros de alto y 30,000 toneladas-50,000 toneladas. King Caesar se muestra rápido y atlético. También puede atraer las armas de energía de un enemigo a su ojo derecho y reflejarlas desde su ojo izquierdo con diez veces más fuerza, y potenciarse con energía solar.

### Poderes y habilidades
King Caesar es retratado como un artista marcial increíblemente ágil, que posee velocidad y súper fuerza. También es capaz de absorber ataques de rayos de energía o proyecciones de energía y reflejar esta energía de regreso a su oponente a través de sus ojos. En el programa de televisión Godzilla Island, se representa a King Caesar como capaz de disparar un rayo de electricidad desde su boca. 

### Recepción
Junto con Gigan, el monstruo de la era Showa de la década de 1970, King Caesar es el monstruo favorito del director Ryuhei Kitamura, lo que llevó a la inclusión del personaje en la película Godzilla: Final Wars.

## Apariciones

### Películas
- Godzilla vs. Mechagodzilla (1974)
- Mechagodzilla no Gyakushū (1975, muy breve error de metraje)
- Godzilla: Final Wars (2004)

### Televisión y videojuegos
- Godzilla Island (1997-1998)
- Battle Soccer: Field no Hasha (SNES - 1992)
- Kaijū-ō Godzilla (Game Boy - 1993)
- Godzilla Trading Battle (PlayStation - 1998)
- Godzilla: Unleashed (Wii - 2007)
- Godzilla Defense Force (2019)

### Literatura
- Godzilla: Rulers of Earth (cómic - 2013-2015)
- Godzilla: Oblivion (cómic - 2016)